# Transports en commun de Saint-Nazaire
Ycéo est la marque commerciale de la Société des transports de l'agglomération nazairienne (STRAN), société publique locale (SPL), fondée en 1984 à Saint-Nazaire (Loire-Atlantique).
La marque Ycéo regroupe le réseau de bus (dont un BHNS, Hélyce), les deux parcs relais associés, pour le compte de la CARENE ainsi que les parkings payants de la ville de Saint-Nazaire et sous la marque VelYcéo un service de location de vélos et les parkings à vélos sécurisés déployés sur le territoire de l'agglomération. En 2022, le réseau Ycéo a transporté 8,597 millions de voyageurs.
Le nom Ycéo est utilisé depuis 2024 à la place de celui de la STRAN, qui reste l'exploitant du réseau.

## Historique

### Avant la STRAN

#### Premières dessertes
Les premières lignes de transport en commun font leur apparition à Saint-Nazaire en 1923 et exploitées par le Garage Michel sur les itinéraires Saint-Nazaire - Saint-Marc-sur-Mer, dont un trajet coûte 40 centimes d'anciens francs en 1930, et Saint-Nazaire - Pont de Méan. En 1930, le réseau fonctionnait à l'aide 5 autocars et deux remorques.
En 1931 quatre lignes supplémentaires sont créées :
1. Saint-Nazaire - Moulin du Pré - L'Immaculée
2. Saint-Nazaire - Petit Bois
3. Saint-Nazaire - Cardurand (supprimée dès 1933)
4. Saint-Nazaire - Vecquerie - Plaisance

En 1933 est créé un service destiné au transport des ouvriers des ateliers et chantiers de la Loire à Penhoët. En 1939 le service des transports de Saint-Nazaire et confié aux Transports Drouin, qui voit son service suspendu en 1941 et 1942 sous l'occupation ; ce contrat sera renouvelé en 1949 puis en 1958 et en 1968.
En 1975, les Transports Drouin créent Transports et tourisme de l'Ouest (TTO) qui reprend l'exploitation du réseau.

#### Le Service des transports nazairiens
À la suite du résultat d'une enquête menée sur les déplacements à Saint-Nazaire faite par le centre d'études techniques de l'équipement (CETE) en 1977, la municipalité a signé une convention avec TTO, qui exploitait déjà les lignes existantes, pour l'exploitation d'un nouveau réseau composé de six lignes inauguré le 2 mai 1979 et nommé Service des transports nazairiens (STRAN) sur les communes de Saint-Nazaire et Trignac et exploité avec huit autobus (Saviem S105R) remplaçant les autocars, inadaptés au transport urbain,,. Il est complété par l'intégration tarifaire de la ligne d'autocar Saint-Nazaire-Le Croisic sur le territoire de la ville de Saint-Nazaire.
Le réseau de 1979 :
| Ligne            | Itinéraire                                           |
| ---------------- | ---------------------------------------------------- |
| A (rouge)        | Bouletterie - Hôtel de ville - Gare - Penhoët Halles |
| B (bleu)         | Bouletterie - Berthauderie - Gare - Penhoët Halles   |
| B barré (violet) | Kerlédé - Gare - Building                            |
| C (vert)         | Saint-Marc - Trignac                                 |
| D (jaune)        | Gare - Fontaine-Thuaud                               |
| E (ocre)         | Croix-de-Méan - Immaculée (Beauregard)               |
| P                | Saint-Nazaire - Saint-Brevin-les-Pins                |

Une tarification comportant abonnements et carnets de tickets (un billet coûte 2 francs) ainsi que les premiers documents commerciaux sont créés, et l'accès dans les véhicules se fait en libre service.
Le 1er juillet 1983, une ligne nocturne fonctionnant de 21 heures à minuit voit le jour.
Ce réseau est restructuré le 1er septembre 1983 sur demande du maire de Saint-Nazaire, Joël-Guy Batteux. Une ligne G assurant un service interne à Saint-Marc voit le jour.
En décembre 1983 le Syndicat intercommunal de la région nazairienne (SIRNA) voit le jour, composé des communes de Saint-Nazaire et Trignac, et reprend le rôle d'autorité organisatrice de transport urbain dans le cadre de la loi d'orientation des transports intérieurs (LOTI). Présidé par Yannick Vaugrenard, il a pour mission de fixer les objectifs d'exploitation, de voter le budget et de contrôler la société exploitante.

### Création de la STRAN

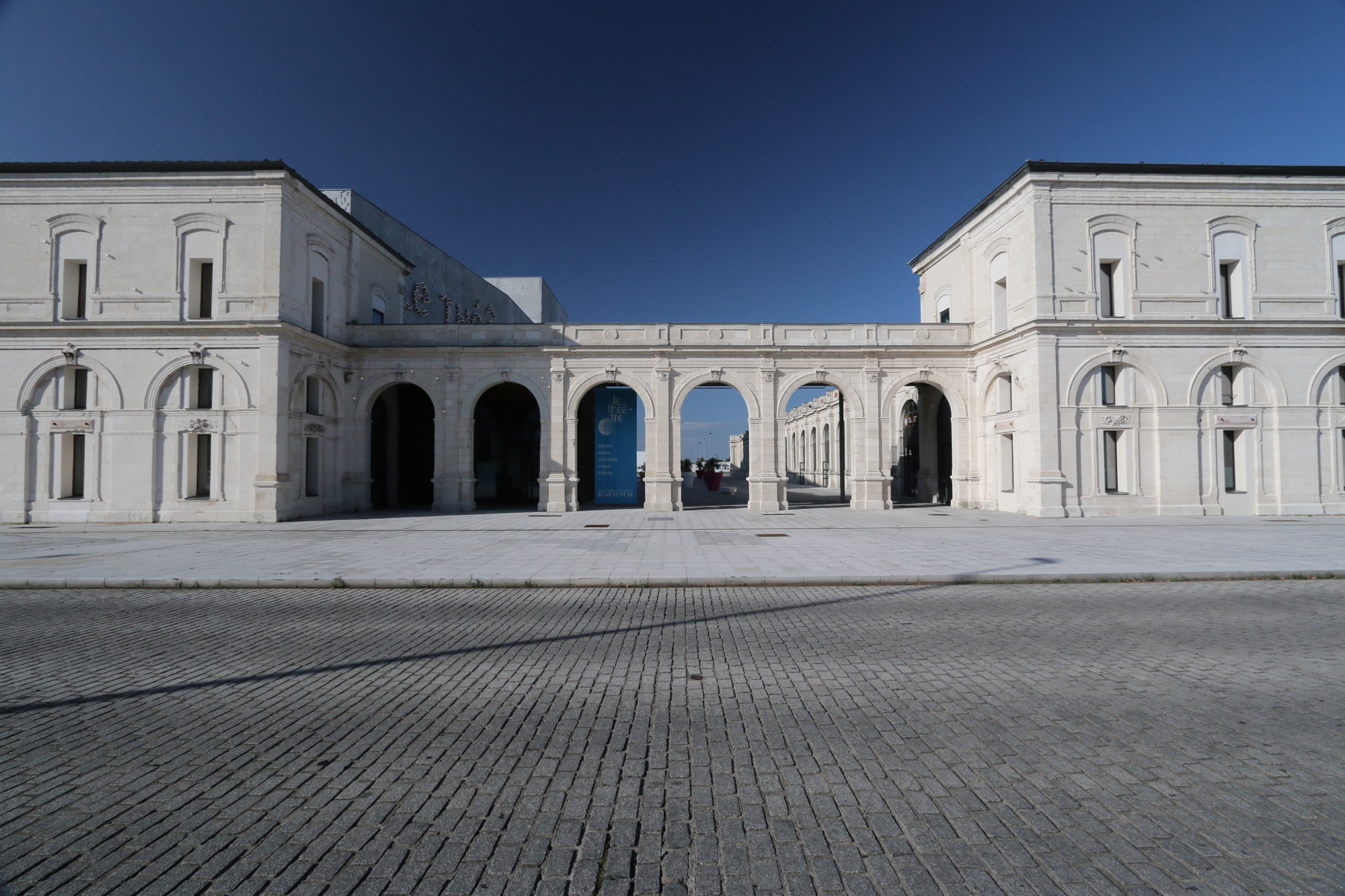
L'ancienne gare de Saint-Nazaire en 2014.

Le 1er janvier 1984, la Société d'économie mixte des transports en commun de l'agglomération nazairienne (STRAN), une SAEM dont l'actionnaire majoritaire est la ville de Saint-Nazaire, est créée et remplace TTO comme exploitant du réseau et concessionnaire du SIRNA — une ligne reste sous-traité à TTO —, tandis que le versement transport, au taux de 0,5 %, est instauré. Le 1er septembre 1984, le réseau est restructuré, la grille tarifaire est revue, création de l'agence commerciale « Boutique STRAN », installation dans un nouveau dépôt constitué des vestiges de l'ancienne gare de Saint-Nazaire d'avant-guerre et équipé d'une station de lavage et d'un parking.
En 1985 la STRAN possède à l'époque 26 véhicules composés de : trois autobus articulés Renault VI PR 180 dont deux autobus d'occasions, utilisés sur les lignes à forte fréquentation en heures de pointe (comme pour la ligne vers Trignac, le reste de la journée le trafic ne nécessite qu'une exploitation en minibus), 19 autobus standards Renault V.I. S 105 R, SC 10 R et PR 100, trois minibus Renault Master carrossés par Gruau et un minibus Renault Master carrossé par Durisotti pour le transport de personnes à mobilité réduite.
Le réseau, qui assure 2,2 millions voyages en 1985, est composé au 30 juin 1986 :
| Ligne        | Itinéraire                                                                        |
| ------------ | --------------------------------------------------------------------------------- |
| A            | Heinlex Hôpital ou Bouletterie - Méan (centre)                                    |
| C            | Le Grand-Pez ou Chemin de la Source - Gare SNCF                                   |
| D            | Dissignac - Gare SNCF (ligne scolaire)                                            |
| E            | Point du jour - Gare SNCF                                                         |
| F            | Kerledé - Bert                                                                    |
| G            | Petit-Caporal - Petit-Maroc (ligne scolaire)                                      |
| H            | République - Trignac Mairie (ligne scolaire)                                      |
| N (Nocturne) | Heinlex IUT - Gare SNCF (- Chemin de la Source, en été)                           |
| PC           | Circulaire, Dauphiné - Gare SNCF                                                  |
| P            | République - Saint-Brévin-les-Pins                                                |
|              | La ligne interurbaine Saint-Nazaire - Le Croisic de TTO en intégration tarifaire. |

Le service fonctionne du lundi au samedi avec une amplitude allant de 5 h 45 à 1 h 15 (le dimanche, un service restreint est offert), dont la colonne vertébrale est la ligne A qui relie le quartier de la Boulleterie, à très forte densité de population, à Penhoët et Méan en passant par le centre-ville et la gare ; elle assure à elle seule 50 % du trafic avec 40 % des moyens en heure de pointe à raison d'un bus toutes les sept minutes. L'avenue de la République, artère principale s'étendant de la gare à l'Hôtel de ville, voit chaque jour 418 passages d'autobus toutes lignes confondues.
La ligne P ou ligne du pont reliant Saint-Nazaire à Saint-Brevin-les-Pins, rattachée au schéma départemental « Transloire 44 » (ancêtre du réseau Atlantic, puis Lila) et exploité par « Ouestour », possède un statut particulier, une convention signée entre le SIRNA et la commune de Saint-Brevin-les-Pins permettant d'utiliser la tarification STRAN mais obligeant à oblitérer un second ticket pour franchir le pont.
En 1989, le dépôt est déplacé de quelques centaines de mètres au boulevard de l'Europe.

### Les bus jaunes, le réseau se développe

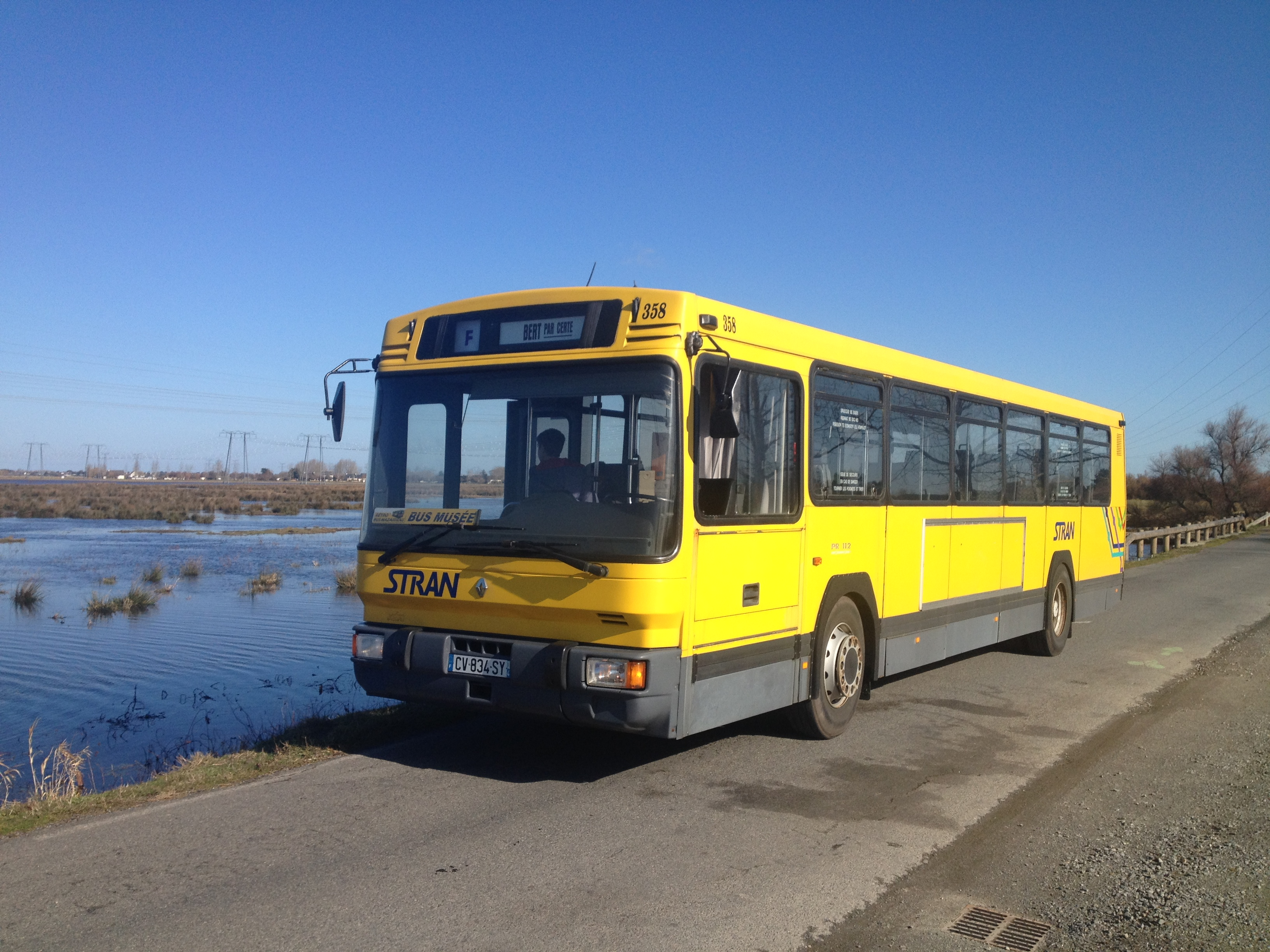
Entre 1991 et 2012, les bus nazairiens ont arboré une livrée jaune.

En 1991, la livrée du réseau change et devient jaune avec des lignes colorés à l'arrière, livrée qui perdurera jusqu'en 2012. Le 27 février 1991, le périmètre de transport urbain s'agrandit considérablement avec l'arrivée des communes de Donges, Saint-Malo-de-Guersac, Saint-Joachim, Saint-André-des-Eaux, Montoir-de-Bretagne, Paimbœuf, Corsept et Saint-Brevin-les-Pins. Le SIRNA est alors remplacé par le Syndicat intercommunal de l'estuaire et de la région nazairienne (SIERNA) et le 23 août 1991, des lignes équipées de minibus Renault Trafic I nommées « Taxijaune », ancêtres des « Ty'Bus » actuels, sont créées vers ces communes, : le service est assuré à horaires fixe du lundi au samedi en journée et sur réservation en soirée et les dimanches et jours fériés. Ce service est un succès dès ses premiers jours de fonctionnement, au point que les minibus sont rapidement sous-capacitaires sur certains départs.
La STRAN, qui compte alors 80 salariés, achète d'abord trois autobus Van Hool, puis davantage dont cinq des six AG900 produit en série ; il s’agit de sa première commande auprès d'un constructeur étranger,.
En 1994, la STRAN fête ses dix ans et compte 131 salariés.
Le service Taxijaune est l'objet de nombreux conflits entre la STRAN et les taxis privés, l'exploitation de Taxijaune se fait par la STRAN via une licence de taxis et opéré par une filiale, la Société des transports routiers de voyageurs nazairiens (STRVN) : les taxis de la région ont dénoncé après du tribunal de commerce la légalité de ce fonctionnement, ce dernier leur donne raison fin 1993 en estimant que le seul utilisateur légal était l'acheteur de la licence, en l'occurrence le directeur de la STRAN et non l'entreprise elle-même.
Les taxis réussissent en 1996 à faire interdire par la justice l'utilisation du mot Taxi par la STRAN, qui change le nom du service en 1997 : le nom « Ty'bus » est alors adopté et les contrats sont renégociés avec les compagnies de taxis affrétées la STRAN souhaitant faire en sorte que taxis et Ty'bus soient complémentaires et non concurrents,.
Le 3 février 1997, le réseau s'organise comme suit :
| Ligne        | Itinéraire                                                  |
| ------------ | ----------------------------------------------------------- |
| A            | Université - Méan Centre                                    |
| B            | Montoir - Hôtel-de-Ville                                    |
| C            | Le Grand Pez ou Chemin de la Source - Gare SNCF             |
| D            | Dissignac - Gare SNCF (ligne scolaire)                      |
| E            | Brais - Gare SNCF                                           |
| F            | Université - Trignac Mairie                                 |
| G            | Landettes - Ecomusée                                        |
| K            | Avocettes - Gare SNCF (- IUT et Auchan, à quelques courses) |
| L            | Saint-André-des-Eaux - Centre-ville (ligne scolaire)        |
| M            | Quatre-Vents - Centre-ville (ligne scolaire)                |
| N (Nocturne) | Université - Gare SNCF (- Auchan, à quelques courses)       |
| P            | Sous-préfecture - Saint-Brévin-les-Pins                     |
| PC           | Circulaire, Bouletterie - Gare SNCF                         |
| Ty'bus 1     | Centre-ville - Saint-André-des-Eaux                         |
| Ty'bus 2     | Centre-ville - Saint-Joachim                                |
| Ty'bus 3     | Centre-ville - Saint-Malo-de-Guersac                        |
| Ty'bus 5     | Centre-ville - Donges                                       |
| Ty'bus 6     | Centre-ville - Paimboeuf                                    |
| Ty'bus 7     | Saint-Brévin-les-Pins - Paimboeuf                           |
| Ty'bus 8     | Centre-ville - Saint-Brévin-l'Océan                         |

### Les années 2000

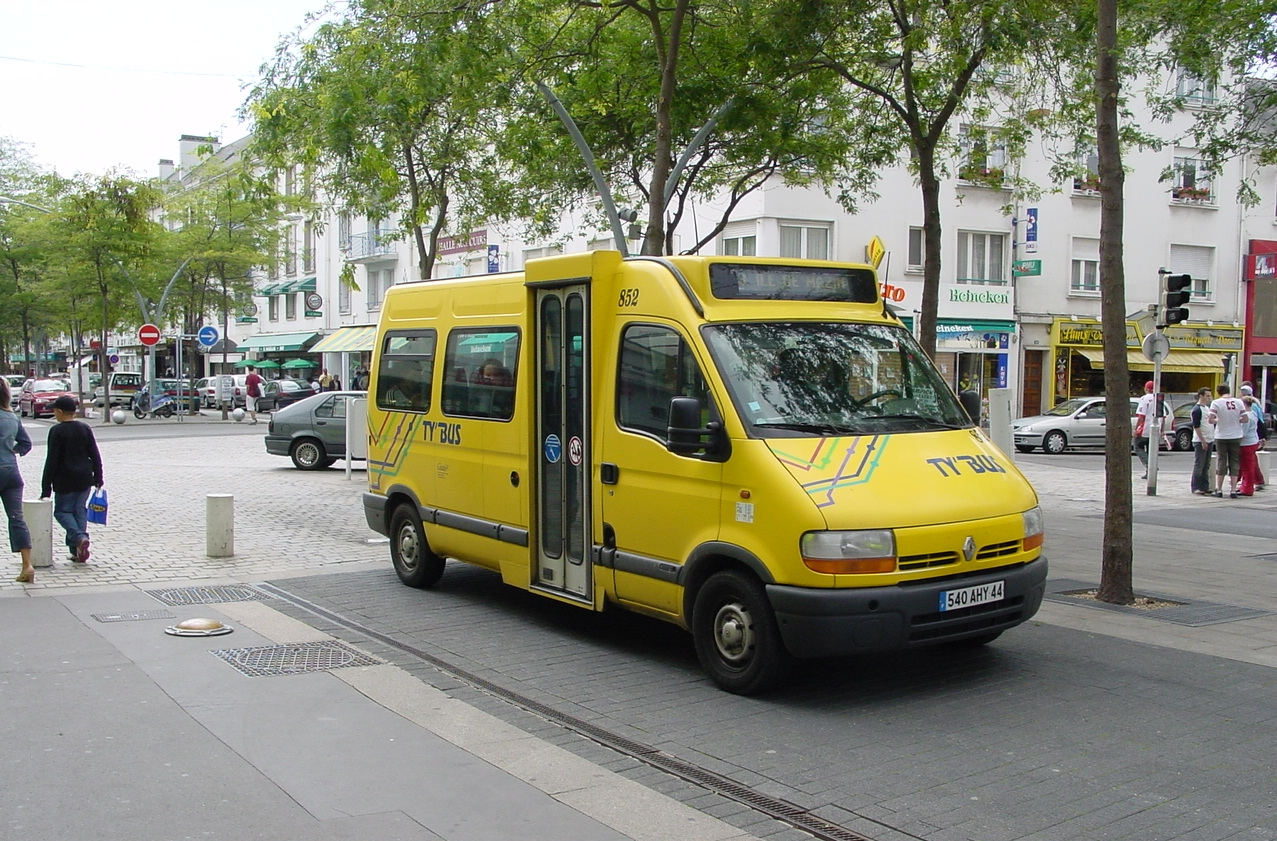
Le réseau Ty'bus s'est développé au cours des années 2000.

Le 1er janvier 2000, le contrat de concession est renouvelé pour 12 ans et le 15 août, cinq nouveaux abonnements font leur apparition : Matelot, Skipper, Croisière, Pass Bus et Multipass. Le 5 septembre, les fiches horaires sont remplacées par un guide bus.
Le 1er janvier 2001, la communauté d'agglomération de la Région Nazairienne et de l'Estuaire (CARENE) nouvellement créée devient autorité organisatrice de transport urbain dans le cadre de ses compétences obligatoires. Dès le 1er février, les communes de La Chapelle-des-Marais et de Besné intègrent l'agglomération et le réseau, elles sont desservies par des lignes « Ty'Bus » (respectivement les lignes 4 et 9). Le SIERNA, limité aux communes de Paimbœuf, Corsept et Saint-Brevin-les-Pins et privé de la compétence transport, est dissous peu de temps après,. La desserte par la STRAN de ces communes est maintenue jusqu'au 31 décembre 2001 avant d'être prise en charge par le département à compter du 1er janvier 2002. Les lignes P et Ty'bus 6, 7 et 8 sont alors remplacées par les lignes 16 à 19 du réseau départemental. La STRVN (filiale de la STRAN) et les Voyages Quérard assurent initialement la desserte des lignes concernées à la suite de la consultation menée par le Conseil Général.
Le 25 février 2002, le réseau urbain est restructuré autour de neuf nouvelles lignes, qui ne sont plus représentées par des lettres (sauf les lignes scolaires D, L et M et la ligne nocturne N) mais par des chiffres (10, 20, 30, 40, 45, 50, 60, 70 et 71),.
En 2003, la commune de Pornichet intègre à son tour la CARENE, les lignes Ty'bus 6 et 7 sont créées afin de desservir la commune, tandis que la ligne nocturne N disparait. Le 1er juillet 2003, la CARENE confie l'exploitation du service de transport de personnes à mobilité réduite à la STRAN, qui fête ses 20 ans en 2004.
Le réseau se compose comme suit au 30 juin 2003, :
| Ligne        | Itinéraire                                                     |
| ------------ | -------------------------------------------------------------- |
| 10           | Bouletterie - Méan Centre                                      |
| 20           | Heinlex IUT - Bert                                             |
| 30           | Université - Hôtel-de-Ville (sous-traitée à CTA jusqu'en 2007) |
| 40           | Chemin de la Source - Gare SNCF                                |
| 45           | Le Grand Pez - Trignac Mairie                                  |
| 50           | Montoir Hôtel de ville - Gare SNCF                             |
| 60           | Université - Raoul-Dufy (sous-traitée à CTA jusqu'en 2007)     |
| 70           | Brais - La Belle Hautière                                      |
| 71           | Le Cormier - Ecomusée                                          |
| N (Nocturne) | Chemin de la source - Gare SNCF                                |
| Ty'bus 1     | Centre-ville - Saint-André-des-Eaux                            |
| Ty'bus 2     | Centre-ville - Saint-Joachim Pendille                          |
| Ty'bus 3     | Centre-ville - Saint-Joachim Île de Mazin                      |
| Ty'bus 4     | Centre-ville - La Chapelle-des-Marais                          |
| Ty'bus 5     | Centre-ville - Donges                                          |
| Ty'bus 6     | Centre-ville - Pornichet                                       |
| Ty'bus 7     | Chemin de la Source - Pornichet Quatre-Vents                   |
| Ty'bus 9     | Centre-ville - Besné                                           |
| D (Scolaire) | Fosses Saint-Nazaire - Gare SNCF                               |
| H (Scolaire) | Saint-Nazaire - Donges                                         |
| J (Scolaire) | Saint-Nazaire - Saint-Joachim                                  |
| L (Scolaire) | Tranchée Saint-André-des-Eaux - Landes                         |
| M (Scolaire) | Berthauderie - Quatre Vents                                    |
| S (Scolaire) | Saint-Nazaire - Saint-André-des-Eaux                           |
| Navette      | Centre-ville - Port                                            |

Entre 2003 et 2005, les différences de salaires entre les employés de la STRAN (opérant le réseau urbain) et ceux de la Société des transports routiers de voyageurs nazairiens (STRVN, opérant notamment les services scolaires et Ty'bus) sont à l'origine de plusieurs grèves, dont la revendication principale est l'égalité de traitement des salariés, voire la fusion pure et simple des deux entités. En décembre 205, un accord est signé afin d'aligner les salaires et avantages entre les deux entreprises, ainsi que l'intégration progressive des employés de la STRVN à la STRAN entre 2006 et 2007 ; la STRVN est radiée du registre du commerce en mai 2008.
Le 14 septembre 2009, la boutique STRAN est remplacée par l'agence de mobilité, située à la gare de Saint-Nazaire, et la STRAN se dote d'un nouveau logo ; la concertation sur la réorganisation du réseau a lieu la même année. Les lignes « Ty'bus » 2, 3 et 7 sont supprimées pour cause de fréquentation insuffisante et sont remplacés par le service « Ty'bustaxi ». Le 15 septembre 2010, la ligne de bus à haut niveau de service « Hélyce » est présentée au public.
En 2011, le siège de la STRAN est déplacé à côté du dépôt, abandonnant ses anciens locaux de l'avenue de la République. Créée sous forme d'une Société d'économie mixte, elle est transformée en Société publique locale la même année, et un nouveau contrat la liant à l'agglomération est signé pour une durée de huit ans en 2012.

### À l'ère du bus à haut niveau de service

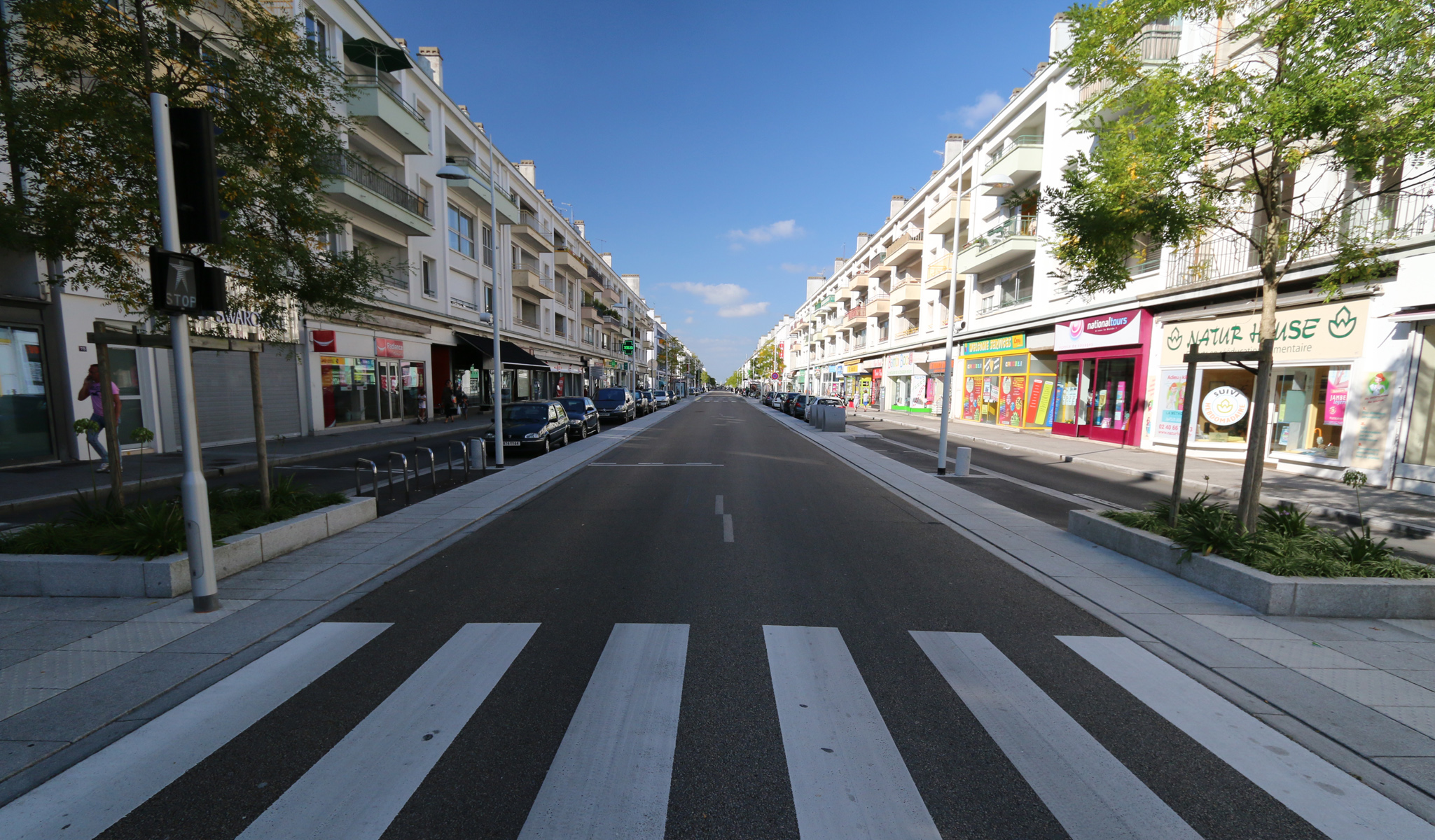
La ligne Hélyce marque un renouveau des transports à Saint-Nazaire.

Le 3 septembre 2012, le nouveau bus à haut niveau de service « Hélyce » est mis en service, accompagnée par une refonte totale du réseau, un renouvellement important du parc d'autobus et un changement de livrée des véhicules, abandonnant le jaune historique. Le changement de livrée a eu lieu à l'été 2012, les bus abandonnant leurs couleurs historiques à partir du mois de mars précédent.
Le 1er janvier 2013, la concession arrivant à échéance, elle est remplacée par une obligation de service public et régie de recettes,.
En 2014 la STRAN fête ses 30 ans tandis que le service TPMR devient « Liberty'Bus »,.
Le 1er juillet 2015, la STRAN reprend la gestion du stationnement payant sur le territoire de la commune de Saint-Nazaire.
Le 10 avril 2017, la STRAN lance son service de location de vélos, baptisé « VelYcéo ».
Le 4 septembre 2017, la ligne T1 est fusionnée avec la ligne 3 du réseau Lila Presqu'île pour devenir la ligne L13 mutualisée entre les deux réseaux et est confiée au Syndicat mixte des transports de la Presqu'île de Guérande,
Le 3 septembre 2018 afin de faire face au développement urbain de Saint-André-des-Eaux, la ligne U4 absorbe la ligne T2 tandis que la desserte des hameaux de l'Immaculée et la zone de Brais est reprise par la ligne C2,.
Le 1er janvier 2022, le contrat d'obligation de service public, prolongé d'un an jusqu'au 31 décembre 2021 à cause de la pandémie de Covid-19, est renouvelé pour huit ans,,.

### Ycéo, une marque unique
En 2024, le réseau de la STRAN se dote d'une marque commerciale distincte de son exploitant : « Ycéo », regroupant à la fois le réseau de bus, la location de vélo (qui conserve le nom VelYcéo) et la gestion du stationnement. Elle est formée à partir des noms des deux marques existantes les plus connues : « Velycéo » et « Hélyce ».
Elle se décline ainsi :
- réseau de bus : Hélyce, Ycéo Bus (réseau régulier), Ycéo Scolaire, Ycéo Navette (marque ombrelle pour les lignes Zenibus et SPP notamment), Ycéo Flex (ancien Ty'bustaxi), Ycéo Nuit (ancien Noctambus), Ycéo Access (ancien Liberty'bus) ;
- vélos : Vélycéo Park (parkings à vélos), Vélycéo libre-service, Vélycéo courte durée, Vélycéo longue durée ;
- stationnement : Ycéo Park.

### Identité visuelle (Logo)

Logo de 1979 à 1991
Logo de la STRAN de 1991 à 2009
Logo de la STRAN de 2009 à 2024 (le slogan d'origine était : « Voyagez par nature ! »)
Logo du réseau Ycéo le 30 janvier 2024[37]
Logo de la Stran depuis 2024[38]

## L'exploitant: la STRAN
La STRAN est adhérente de l'association AGIR, qui regroupe les transporteurs et réseaux indépendants des grands groupes de transport, et lui fourni une assistance technique,. Son siège social se situe au 92 avenue Henri-Gauthier à Saint-Nazaire, à proximité du dépôt de bus.

### Capital social
Le capital de la société (près de 840 000 €) est détenu exclusivement par des collectivités locales, en raison du statut de société publique locale, qui sont en 2014,, : la CARENE (75,86 %), la ville de Saint-Nazaire (14,64 %), le conseil départemental de la Loire-Atlantique (5 %) et les neuf autres communes de l'agglomération (0,5 % chacune, soit 4,5 % au total).
En 2019, la CARENE rachète les parts du département de la Loire-Atlantique, portant ainsi sa part du capital à 80,86 %. En 2021, le conseil communautaire de la CARENE vote la cession à Cap Atlantique de 1 % de ses actions afin de permettre le déploiement du service Vélycéo sur le territoire de Cap Atlantique.
À la suite de ces changements, l'actionnariat se répartit ainsi depuis 2021 : la CARENE (79,86 %), la ville de Saint-Nazaire (14,64 %), Cap Atlantique (1 %) et les neuf autres communes de l'agglomération (0,5 % chacune, soit 4,5 % au total).
Lors de la transformation de la Société d'économie mixte en société publique locale, la CARENE qui détenait jusque-là 70,37 % des parts, a racheté l'ensemble des parts des autres actionnaires, en dehors de celles de la ville : le Fonds commun de placement des salariés (5,44 %), la caisse des dépôts et consignations (7,64 %), la chambre de commerce et d'industrie (1,91 %) et les 0,01 % détenus par deux personnes physiques.
La société est présidée depuis 2014 par Jean-Jacques Lumeau, 1er vice-président de la CARENE, qui a succédé à Olivier Richard. Depuis la même année, la STRAN a pour directeur Christian Juhel, vice-président de l’association Agir et qui fut directeur d'exploitation de la STRAN de sa création jusqu'en 1991.

### Effectifs
Au niveau des moyens humains, l'entreprise compte au 1er janvier 2020, 226 salariés dont 161 conducteurs. La soixantaine d'autres salariés est composée des mécaniciens, des contrôleurs, du personnel administratif ou des agents d'accueil.

### Structure financière
Sur le total des produits, le chiffre d'affaires représente 16 134 300 €, avec un bénéfice de 395 800 € pour l'exercice fiscal 2015.

## Le réseau
Entièrement restructuré le 3 septembre 2012 à l'occasion de mise en service de la ligne de BHNS, le réseau dessert les dix communes de la CARENE, soit un territoire de 273,48 km2 et une couverture kilométrique de 367 km, à l'aide de 14 lignes.
Les dix communes sont : Saint-Nazaire, Trignac, Saint-André-des-Eaux, Montoir-de-Bretagne, Saint-Joachim, Saint-Malo-de-Guersac, Donges, Besné, La Chapelle-des-Marais et Pornichet.
En 2019, le réseau a assuré 10 021 000 voyages et les bus ont parcouru 4 505 000 km.
L'accès aux trains TER Pays de la Loire est autorisé avec la majorité des titres Ycéo entre les différentes gares de la CARENE : Donges, Montoir-de-Bretagne, La Croix-de-Méan, Penhoët, Saint-Nazaire et Pornichet.

### Le bus à haut niveau de service
La ligne Hélyce est constituée de deux parties :
La première est une section centrale longue de près de 9 km reliant la gare SNCF à l'Université en desservant en centre-ville, via une partie de l'Avenue de la République, l'hôtel de ville, la cité scolaire, la cité sanitaire, Heinlex et son IUT et Océanis à travers vingt stations majoritairement en site propre.
La deuxième partie désigne les branches en direction de Montoir-de-Bretagne et Trignac, composées respectivement de quinze et huit stations dont une très faible partie est en site propre, desservies à raison d'un bus sur deux soit un bus toutes les vingt minutes en semaine.

### Le réseau de bus

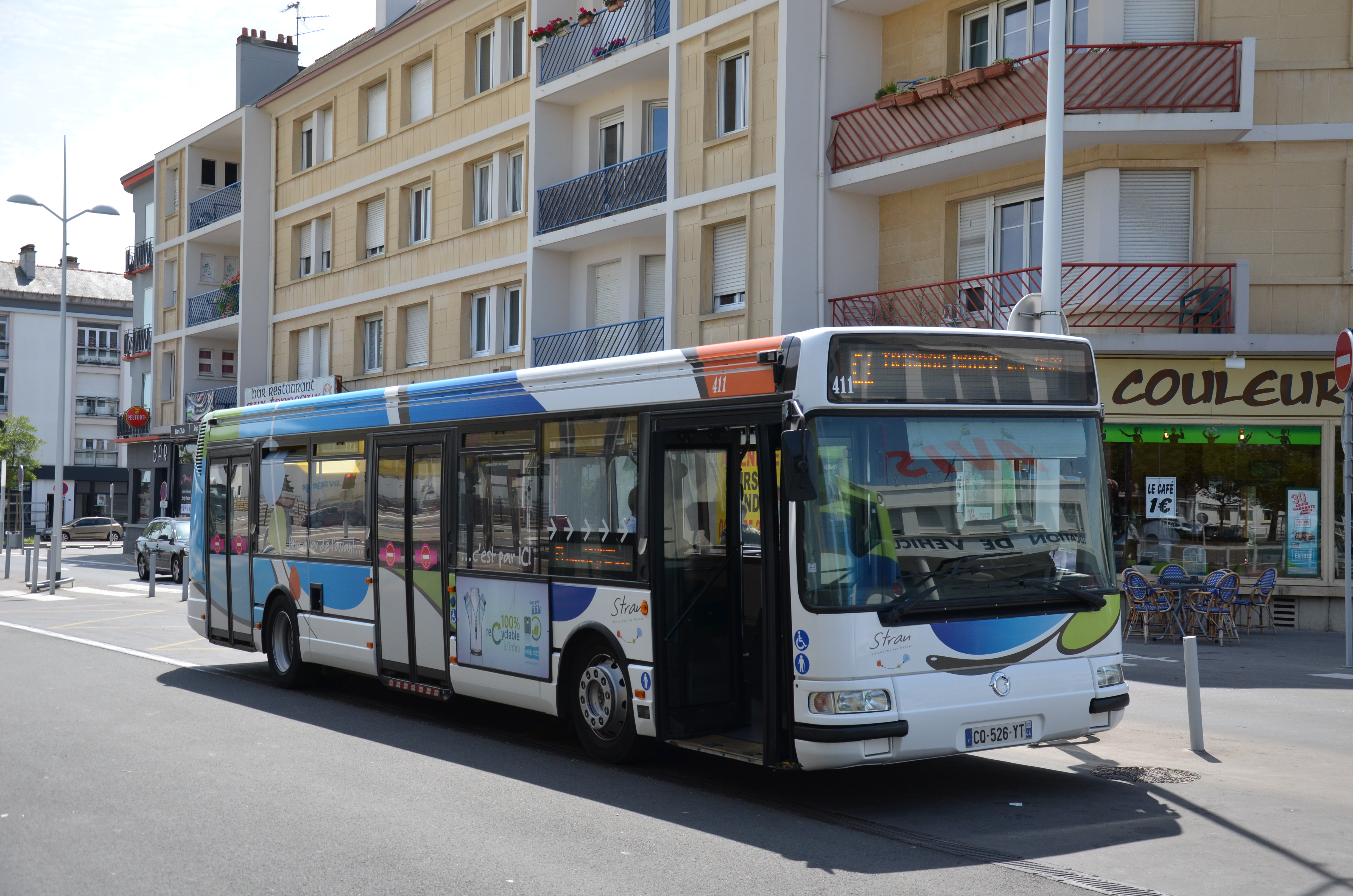
La ligne complémentaire C1 à la gare SNCF.

Le réseau de bus de la CARENE, restructuré le 3 septembre 2012, couvre l'ensemble du territoire de celle-ci. 
La mise en service du nouveau réseau s'est accompagné de l'apparition de nouveaux services comme le temps d'attente par SMS ou Flashcode et l'ouverture du pôle multimodal de la Gare SNCF.

#### Ycéo Bus
Il est composé en semaine de sept lignes urbaines couvrant Saint-Nazaire, Pornichet, Saint-André-des-Eaux et Trignac (U1 à U4, L13, C1 et C2), dont deux lignes dites complémentaires (C1 et C2) desservant plus finement Saint-Nazaire et Trignac et une ligne mutualisée avec le réseau Lila Presqu'île (L13) pour Pornichet, remplacées en soirée et les dimanches et jours fériés par une ligne circulaire (la S/D). Ce réseau s'articule autour de la ligne de bus à haut niveau de service (BHNS) formant la colonne vertébrale des transports nazairiens.
Pour les autres communes de l'agglomération, moins peuplées voire rurales, trois lignes (T3 à T5), jusqu'en 2024 sous le nom Ty'bus, dont une mutualisée avec le réseau Aléop (la T5) les relient à un ou plusieurs pôles d'échanges situés le long du BHNS. Elles sont remplacées les dimanches et jours fériés par le service de transport à la demande Ycéo Flex.

#### Ycéo Scolaire
Les lignes scolaires desservent les communes et établissements scolaires de la CARENE aux heures de début et de fin des cours.

#### Ycéo Navette
Dans le centre-ville de Saint-Nazaire, une navette, le ZeniBus, assure la liaison entre le centre et la base sous-marine. En outre, une navette, la SPP circule les dimanches et jours fériés pour desservir le quartier de Prézégat.

### Services sur réservation
En complément des lignes régulières, plusieurs services nécessitant une réservation sont mis en place, en complément ou en remplacement.

#### Ycéo Flex
Le service Ycéo Flex permet de desservir les secteurs les moins peuplés des communes de l'agglomération. Il fonctionne tous les jours de 7 h à 19 h et permet de se déplacer entre deux arrêts Ycéo Flex de la commune ou d'un arrêt Ycéo Flex à un arrêt de la ligne régulière desservant la commune en question.
Les dimanches et fêtes, il fonctionne uniquement comme un service de rabattement entre les communes et un arrêt d'une des seules lignes régulières fonctionnant ces jours-là : Hélyce, S/D et L13.
En été, le « Ycéo Flex - Plage » permet de se rendre à Pornichet depuis Saint-André-des-Eaux l'après-midi. Un arrêt du Ycéo Flex de La Chapelle-des-Marais est implanté à Herbignac, bien que la commune ne soit pas membre de la CARENE.
Ce service, nommé initialement Ty'bus Taxi fut à l'origine mis en place à Pornichet en remplacement de la ligne Ty'bus 7 le 1er janvier 2009 puis a été étendu le 2 septembre 2009 à Saint-Joachim et Saint-Malo-de-Guersac pour remplacer les lignes Ty'bus 2 et 3 pour cause de fréquentation insuffisante,. Ce service a été étendu par la suite aux communes de Besné, La Chapelle-des-Marais, Donges et Montoir-de-Bretagne le 1er septembre 2010, à Saint-André-des-Eaux depuis le 3 janvier 2011 puis sur le secteur de l'Immaculée à Saint-Nazaire depuis le 2 janvier 2012. Depuis le 30 janvier 2024, le service se nomme Ycéo Flex.

#### Ycéo Nuit
Le service Ycéo Nuit (anciennement Ty'bus à la demande puis Noctambus) permet de se déplacer entre deux arrêts du réseau durant les nuits du vendredi au samedi de 20 h à 6 h 30 et du samedi au dimanche de 20 h à 7 h, ainsi que les veilles de jours fériés.
Il est accessible selon une tarification particulière, avec la majorité des titres de transport STRAN, couplés à la présence d'un ticket de réservation et du payement d'une somme de 2 € par arrêt de prise en charge ou de dépose. Ce service se nomme Ycéo Nuit depuis le 30 janvier 2024.

#### Ycéo Access
Anciennement nommé Ty'Bus TPMR puis Liberty'Bus, ce service permet aux personnes handicapés ne pouvant utiliser le réseau classique de se déplacer entre son domicile et le lieu de destination grâce à des minibus spécialement équipés. Son accès est soumis à validation par une commission d'accès.
Le service fonctionne tous les jours, en semaine de 6 h 30 à 20 h, le samedi de 7 h 45 à 19 h 30 et les dimanches et fêtes de 8 h 15 à 19 h 15. Depuis le 30 janvier 2024, le service se nomme Ycéo Access.

#### Fontaine Tuaud
Chaque mercredi après-midi, un aller-retour est assuré entre la gare et le cimetière Fontaine Tuaud.

### Le système d'aide à l'exploitation et à l'information voyageurs
Mis en place en 2012 ce système permet le suivi en temps réel de l'ensemble des bus du réseau, afin de permettre une information aux voyageurs et une adaptation aux perturbations très rapide. Chaque bus est équipé d'un boitier permettant aux régulateurs de communiquer avec les conducteurs et de bornes d'informations pour les voyageurs (à bord des bus, aux stations d'Hélyce et aux principaux arrêts des lignes urbaines) afin de leur communiquer les horaires de passages des bus et les perturbations. Le suivi est effectué depuis le PC régulation implanté au dépôt.

### Trafic
| 1982 | 1990 | 1993 | 2001 | 2003 | 2007 | 2013 | 2014 | 2015  | 2016  | 2017  | 2018  | 2019   | 2022  |
| ---- | ---- | ---- | ---- | ---- | ---- | ---- | ---- | ----- | ----- | ----- | ----- | ------ | ----- |
| 0,8  | 3,4  | 5,7  | 5,1  | 5,3  | 5,2  | 6,9  | 7,8  | 8,183 | 8,889 | 9,210 | 9,779 | 10,021 | 8,597 |

### Parcs de stationnement
La ville de Saint-Nazaire a mis en place le stationnement payant en 2010, dont elle confie la gestion à Vinci Park, filiale du groupe Vinci. Le contrat arrivant à échéance en 2015, la municipalité décide de confier la gestion à la STRAN au 1er juillet, via sa marque Yparc puis Ycéo, depuis le 30 janvier 2024.
Cette reprise de gestion a pour objectif de créer des synergies entre les modes de transport et de créer une offre multimodale unique.
La STRAN gère, en 2016, les dix parkings à enclos du centre-ville soit près de 1 500 places, la centaine d'horodateurs réglementant près de 1 600 places sur la voie publique ainsi que les huit parcs à vélos sécurisés installés sur Saint-Nazaire, Montoir-de-Bretagne et Trignac, essentiellement le long de la ligne Hélyce,.
Le stationnement payant va continuer de s'étendre en 2017, la mairie justifiant que « les commerçants savent bien que, quand des clients voient des voitures ventouses garées de 9 h à 17 h, ceux-ci ne reviennent pas ! ».
En parallèle, le réseau dispose de deux parcs relais, destinés à inciter les automobilistes à garer leur voiture en périphérie et de se rendre en bus dans le centre-vile nazairien, : le parking du Théâtre, dans le quartier Ville-Port, et le parking du Pré Hembert, à l'ouest de la ville, le long du tracé d'Hélyce.
En 2018, près de 1,574 million de tickets ont été délivrés par les horodateurs et près de 849 800 tickets d'accès aux parkings en enclos ont été délivrés.

### Location de vélos
Dans le cadre de la politique de développement du transport à vélo, qui ne représente que 2 % des déplacements à Saint-Nazaire et que 40 % des déplacements de moins d'un kilomètre se font en voiture, et après un premier plan qui a permis de créer 50 km de pistes cyclables et des parcs à vélos sécurisés, la ville a débloqué en juin 2016 un budget de 2,6 millions d'euros pour la mise en place d'un service de location longue durée de vélos à assistance électrique,,.
Baptisé « VelYcéo », ce service est lancé le 10 avril 2017. Ouvert aux habitants ou aux personnes travaillant dans la CARENE âgés de plus de 16 ans, il permet de louer un vélo pendant un mois ou une année dans une agence commerciale dédiée, avec un tarif mensuel variant de 15 à 37 € selon le type de vélo, de 150 à 370 € pour une location à l'année. La mise en place de la location de courte durée (demi journée, 1 ou 2 jours, à la semaine) a été votée en conseil communautaire par la CARENE en mars 2018, aucune date d'application n'a été communiquée à ce jour.
Le service est lancé avec un parc de 200 vélos à assistance électrique, qui sont complétés par 100 vélos du même type commandés en juillet 2017, 50 vélos classiques en juin 2017 et trois triporteurs à assistance électrique en septembre 2017. Les vélos, de couleur bleu maritime, sont assemblés à la Roche-sur-Yon dans l'usine Arcade. La hausse constante de la demande a fait monter le parc à 760 vélos à assistance électrique en mars 2018 et 1650 vélos à assistance électrique, 80 vélos classiques et quatre triporteurs en janvier 2020.
Chaque vélo coûte de 450 à 1 150 € à la CARENE selon son type et l'agglomération investit pour l'année 2017 300 000 € dans l'achat du matériel.

### Tarification et financement

#### Tarification

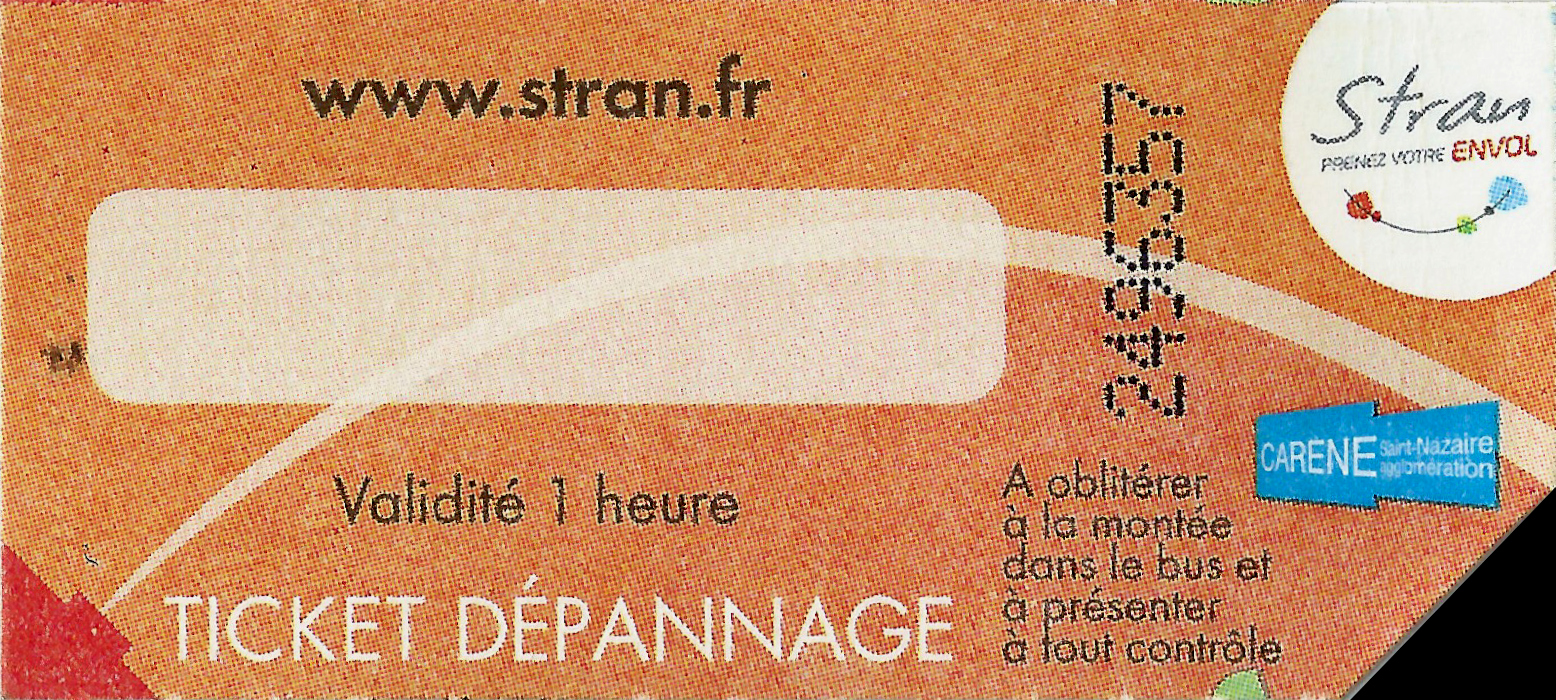
Un ticket de dépannage de 2022.

Depuis le 1er janvier 2016, le réseau applique un système de tarification solidaire permettant, selon le quotient familial de l'abonné, d'adapter le prix de l'abonnement à ses revenus, avec des réductions de 30, 60 ou 90 %,.
Dans le cadre du projet « mobilité hycéo », une nouvelle billétique sans-contact, de la société Vix Technology, est déployée en septembre 2018, avec un an de retard sur le calendrier initial ; la STRAN est la première société à faire appel à la centrale d'achat du transport public pour la fourniture d'un tel système,.
Le système, baptisé « hYcéo Pass » est composé d'une carte sans contact pour les abonnements (carte mobilité) et de billets sans contact rechargeables (billets unitaire, 10 voyages, équipage et liberté) pour les titres occasionnels et a nécessité un investissement de 1,2 million d'euros pour la STRAN, financé en partie grâce à une subvention de 200 000 € de la Caisse des dépôts et consignations, au titre du programme d'investissements d'avenir nommé « Ville de demain ». La carte est commune avec le service VelYcéo et les parcs de stationnement,. L'ancien système ne disparaît pas complètement car la vente des tickets papiers aux distributeurs aux arrêts ainsi que du ticket « dépannage » vendu à bord des bus reste assurée, les anciens oblitérateurs restent ainsi en fonction.
La tarification du réseau se fait sans distinction de zones, avec un ticket unitaire valable une heure vendu à 1,40 €, 1,80 € à bord des bus et par carnet de dix à 11 €. Un titre à la journée (ticket « liberté ») est vendu à 3 €, tandis que le ticket pour les groupes de cinq personnes (ticket « équipage ») est vendu à 5 €.
Depuis août 2018, pour utiliser le Noctambus, l'achat d'un ticket « Noctambus » à 2,40 € est obligatoire pour tous les usagers ; pour utiliser Ty'bus Taxi il faut être abonné de façon classique hors abonnements scolaires, en post-paiement ou posséder un titre intermodal.
Avec la nouvelle billétique, un système de post-paiement voit le jour en complément du système classique : le voyage est systématiquement facturé 1,10 € et est plafonné à 37 € par mois, soit le prix de l'abonnement mensuel, le payement est effectué par prélèvement automatique chaque mois,.
En cas de pic de pollution, la durée de validité des tickets unitaires est étendue à toute la journée.
Trois titres intermodaux sont aussi proposés : Le ticket Aléop (ex-LILA), valable deux heures sur ce dernier et une heure en correspondance sur le réseau STRAN, vendu à l'unité de 2,40 à 29 € en carnet de dix et le ticket « Métrocéane », vendu 7,90 € et valable une journée sur les réseaux STRAN, TER Pays de la Loire, Aléop et TAN à Nantes.
Chaque formule d'abonnement, valable sur l'ensemble du réseau sauf tarifs scolaires, est vendu en formule mensuelle ou annuelle avec deux mois gratuits. L'abonnement classique vaut par exemple 37 € par mois ou 370 € par an. Pour les scolaires et les étudiants, des tarifs réduits variant de 14 à 23 € par mois (140 à 140 € par an) sont proposés, mais ne permettent l'accès aux lignes Ty'bus que les week-ends et durant les vacances scolaires. Un abonnement spécifique est vendus aux personnes âgées à 23,50 € par mois ou 235 € par an.
En 2014, le réseau compte 9 800 abonnés contre 7 600 en 2011.
Jusqu'à la mise en place du nouveau réseau en 2012, le ticket unité coûtait 1,30 €, y compris à bord des bus, mais n'était valable que sur les lignes urbaines et scolaires. Pour utiliser une ligne Ty'Bus il fallait en effet s’acquitter d'un ticket spécifique coûtant 1,85 €, tandis que les abonnements étaient définis selon l'âge et non la situation de l'abonné.
Les titres de transports sont distribués via trois canaux, :
- l'espace mobilité Ycéo, à la gare de Saint-Nazaire, l'agence commerciale du réseau permettant aussi l'achat de titres départementaux et régionaux[22] ;
- les dix distributeurs automatiques de titres de transport installés aux principales stations de la ligne Hélyce ;
- les points de vente partenaires (bar-tabac, boulangerie...), répartis dans toute l'agglomération.

Avec l'apparition du nom Ycéo en 2024, les dénominations des abonnements reprennent les tranches d'âge auxquels ils sont destinés dans un souci de simplification.

#### Financement
La STRAN assure le financement du fonctionnement du réseau Ycéo (entretien, matériel et charges de personnel). Cependant, les tarifs des billets et abonnements dont le montant est limité par décision politique ne couvrent pas les frais réels de transport. Le manque à gagner est compensé par l'autorité organisatrice, la CARENE. Elle définit les conditions générales d'exploitation ainsi que la durée et la fréquence des services. L'équilibre financier du fonctionnement est assuré par une dotation globale annuelle, dont le montant s'élevait à 12 millions d'euros en 2012, notamment grâce au versement transport payé par les entreprises de plus de onze salariés et aux contributions des collectivités publiques, dont le taux est fixé à 1,5 %.
Toutefois, chaque année un manque à gagner est imputable à la fraude dont le taux est de 2,04 % en 2016, contre 2,5 % en 2015 et 13 % en 2013, l'objectif affiché par la STRAN est de maintenir ce taux à l'avenir. La très forte baisse de la fraude, qui représentait un manque à gagner de 300 000 € en 2013, s'explique par l'augmentation du nombre de contrôleurs et la mise en place de la montée par la porte avant (sauf sur la ligne Hélyce où elle s'effectue en « self-service », c'est-à-dire par toutes les portes) ainsi que par la présence d'agent des forces de l'ordre, ce qui a permis de faire drastiquement chuter la délinquance sur le réseau, passant d'une trentaine d'agressions en 2013 contre une seule en 2015,.

## Exploitation

### État de parc

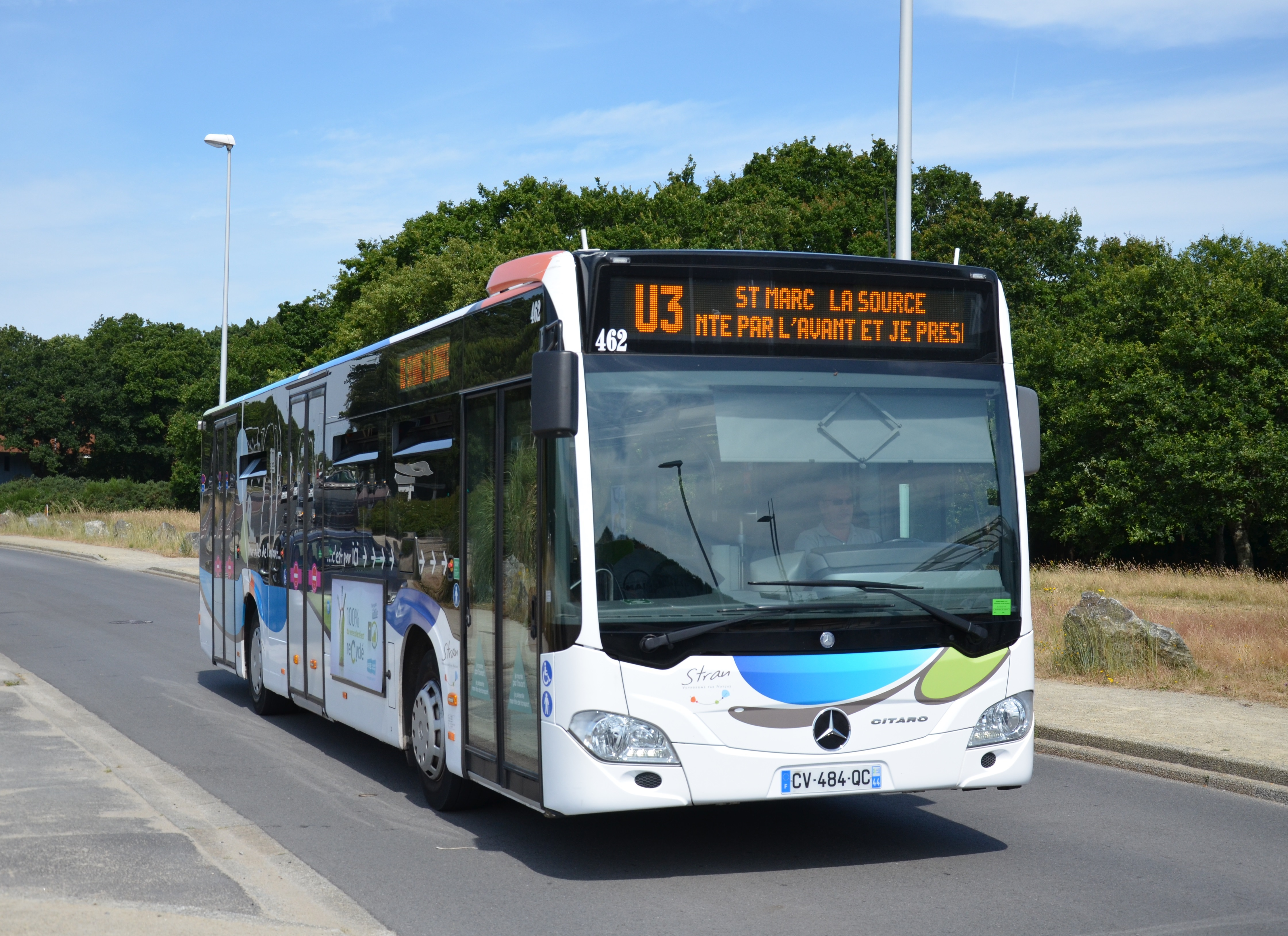
Mercedes-Benz Citaro C2 no 462 à l'Université sur la ligne U3.

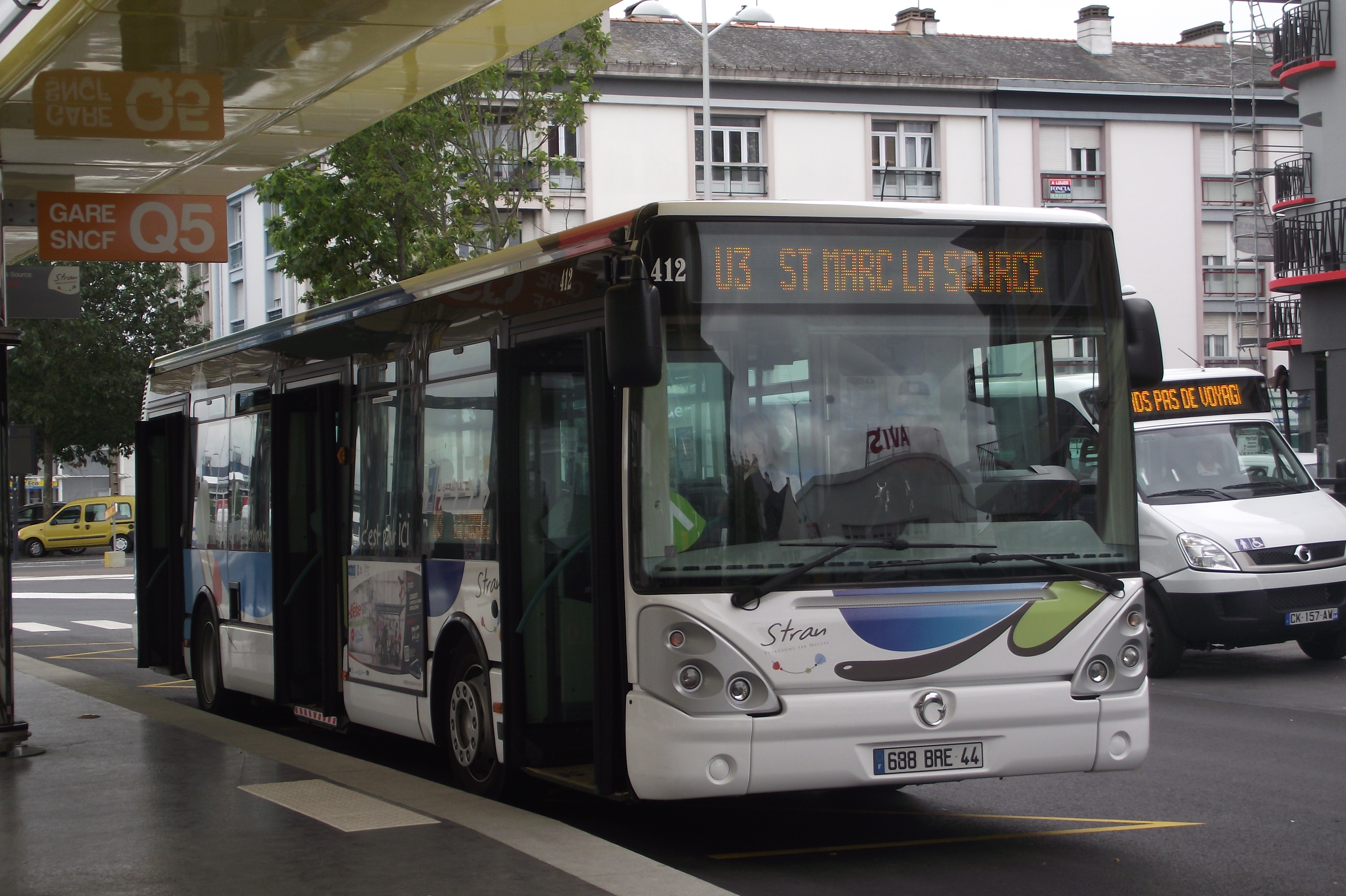
Irisbus Citelis 12 no 412, à la Gare SNCF sur la ligne U3 vers St Marc.

La STRAN compte en 2016 près de 76 véhicules, plus 45 véhicules affrétés pour le transport scolaire. La ligne Hélyce est exploitée à l'aide de bus articulés de 18 mètres de long, tandis que le réseau urbain desservant Saint-Nazaire, Trignac et Montoir-de-Bretagne est exploité à l'aide de bus standards de 12 mètres de long. Les lignes Ty'bus desservant les autres communes de la CARENE sont exploités en midibus et minibus, dont des véhicules engagés par les affrétés.
Le parc est constitué de (les cars scolaires des affrétés et les véhicules de la ligne T5 ne sont pas repris ici) :
| Modèle                               | Type      | Numéros de parc         | Exploitants                     | Lignes d'affectation | Particularités                                                                             |
| ------------------------------------ | --------- | ----------------------- | ------------------------------- | -------------------- | ------------------------------------------------------------------------------------------ |
| Mercedes-Benz Citaro G Facelift BHNS | Articulé  | nos 301 à 314           | STRAN                           | Hélyce               | -                                                                                          |
| Mercedes-Benz Citaro G C2 BHNS       | Articulé  | nos 315 à 317           | STRAN                           | Hélyce               | -                                                                                          |
| Irisbus Citelis 12                   | Standards | nos 415 à 417           | STRAN                           | Lignes U, C1 et S/D  | 412 à 414 retirés du service.                                                              |
| Mercedes-Benz Citaro C2              | Standards | nos 461 à 491           | STRAN                           | Lignes U, C1 et S/D  | -                                                                                          |
| MAN Lion's City                      | Standards | nos 169001 à 169005     | Keolis Atlantique               | Ligne L13            | Ligne mutualisée avec le réseau Lila Presqu'île.                                           |
| Heuliez GX 137                       | Midibus   | nos 881 à 885           | STRAN                           | Lignes T3            | Intervient occasionnellement sur les lignes T4 et C2.                                      |
| Anadolu Isuzu NovoCiti Life          | Midibus   | nos 858, 859, 876 à 879 | Keolis Atlantique, Transports T | Ligne T4             | -                                                                                          |
| Dietrich Noventis 420                | Minibus   | no 271                  | STRAN                           | Zenibus              | Sur châssis Renault Master                                                                 |
| Vehixel Aptineo Low Entry            | Minicar   | nos 844 à 847           | STRAN                           | Lignes C2 et T4      | -                                                                                          |
| Vehixel Mobi LE                      | Minibus   | nos 861 à 863           | STRAN                           | Lignes C2 et T4      | Sur châssis Iveco Daily                                                                    |
| Indcar Mobi LE                       | Minibus   | nos 851, 852 et 855     | Keolis Atlantique               | Ligne C2             | Sur châssis Iveco Daily                                                                    |
| Fiat Ducato TPMR                     | Minibus   | nos 835 à 838           | STRAN                           | Liberty'bus          | Minibus aménagés pour le service de transport à la demande de personnes à mobilité réduite |

### Livrée des véhicules
La première livrée des bus de la STRAN, en 1984, était blanche avec deux bandes, verte en bas et bleue juste au-dessus, faisant le tour du véhicule.
Elle est remplacée en 1991 par la livrée jaune, agrémentée de bandes colorées sur les flancs rappelant les lignes du réseau, qui sera utilisée pendant plus de vingt ans.
Elle laisse place en 2012 à deux livrées : celle de la ligne Hélyce à base de gris, de noir et bandes blanches, bleues et vertes et la livrée classique à base de blanc constituée de formes et de traits orange, verts, bleus et gris.

### Le dépôt
Situé depuis 1989 au 4 boulevard de l'Europe à Saint-Nazaire (47° 16′ 54″ N, 2° 12′ 12″ O), non loin de l'ancienne gare d'avant-guerre et du siège social, il assure le remisage et l'entretien des bus de la STRAN. Il comporte une station de lavage, des ateliers ainsi que le PC régulation du réseau. Il ne comporte pas de pompe à gazole, les véhicules faisant le plein à la station AS24 jouxtant le dépôt.

## Projets
Dans le cadre du nouveau de plan de déplacements urbains de l'agglomération nazairienne, plusieurs actions sont liées de près au réseau de la STRAN ; outre la création de deux nouvelles lignes de BHNS à l'horizon 2025 (détaillé dans l'article Hélyce), les projets sont, :
- Améliorer la collaboration entre la CARENE et Cap Atlantique en matière de transports publics afin de développer la desserte en transport en commun le long du littoral et une harmonisation des réseaux STRAN et LILA Presqu'île (réalisation entre 2022 et 2025) ;
- Maintien de la fréquence à vingt minutes des lignes « U » toute l'année au lieu d'une fréquence réduite à trente minutes durant les vacances scolaires (mise en place en octobre 2019 pour les petites vacances, à plus long terme pour celles d'été) ;
- Une meilleure lisibilité de la desserte en soirée et les dimanches et jours fériés, l'actuelle ligne S/D étant jugée peu lisible (études prévues pour 2020-2021, mise en place a priori liée aux nouvelles lignes Hélyce) ;
- Augmentation de la capacité de remisage des bus selon trois hypothèses : agrandissement du dépôt existant, création d'un second dépôt ou déménagement vers un nouveau dépôt près de la gare (études en 2019, début des travaux prévu pour 2021 pour une mise en service en même temps que les nouvelles lignes Hélyce) ;
- Augmentation de la capacité des véhicules « Ty'bus », refonte des correspondances avec la ligne Hélyce, amélioration de la fréquence voire suppression des restrictions d'accès pour les possesseurs des abonnements Matelot et Skipper (remplacement des minicars par des mibibus, depuis 2019 pour la ligne T3) ;
- Poursuite de la mise en accessibilité complète du réseau, en particulier sur les lignes « Ty'bus » avec la mise aux normes des arrêts et le retrait des minicars non-accessibles (prévue entre 2019 et 2021) ;
- Effectuer la transition énergétique du parc d'autobus par le choix d'une alternative au Diesel au prochain renouvellement du parc (études entre 2019 et 2021, choix de la propulsion électrique en janvier 2022[94] et acquisition des véhicules entre 2022 et 2025) ;
- Évolution du système « VelYcéo ».

### Nouveau réseau en janvier 2026
La mise en place du projet Hélyce+ s'accompagnera d'un nouveau réseau de bus constitué comme suit,, :
| Ligne                | Itinéraire                          | Comparaison                                                                                                 |
| -------------------- | ----------------------------------- | --- |
| H1                   | Gavy - Montoir l'Ormois             | Ancienne ligne Hélyce sans la branche Trignac                                                               |
| H2                   | Plages des Jaunais - Trignac        | Branche Trignac d'Hélyce + mélange de tronçons des lignes U1 à U3                                           |
| H3                   | Kerlédé - Petit Maroc               | Remplace globalement la U1 et la desserte de Petit Maroc de la U4                                           |
| 4                    | Le Plessis - Saint-André-des-Eaux   | Ligne U4 moins la desserte de Petit Maroc et de la ZI de Brais                                              |
| 5                    | Penhoët - Le Grand Pez              | Ligne U3, plus la desserte du Grand Pez reprise à la ligne U2                                               |
| 6                    | Voltaires-Landettes - Océanis 2     | Ligne U2, moins la desserte du Grand Pez                                                                    |
| 7                    | Gare - Océanis 1                    | Reprend des sections des lignes U1 et C2                                                                    |
| 8                    | Gare - La-Chapelle-des-Marais       | Ancienne ligne T3                                                                                           |
| 9                    | Gare - Donges                       | Ancienne ligne T4 ; suppression de 2 arrêts dans le secteur de Montoir afin de réduire le temps de parcours |
| Navette Centre-ville | Hôtel de ville - Parking du Théâtre | Ancienne ligne Zenibus                                                                                      |
| Navette Brais        | Gare - Brais                        | Trajet direct depuis la Gare jusqu'à la ZI de Brais.                                                        |
| T5 et L13            | Les lignes sont inchangées          | Les lignes sont inchangées                                                                                  |

Le service du dimanche sera assuré par les lignes H1 à H3, 4 et 5 (fin des lignes S/D et SPP).

## Patrimoine

### L'association Rétro Bus-Nazairiens

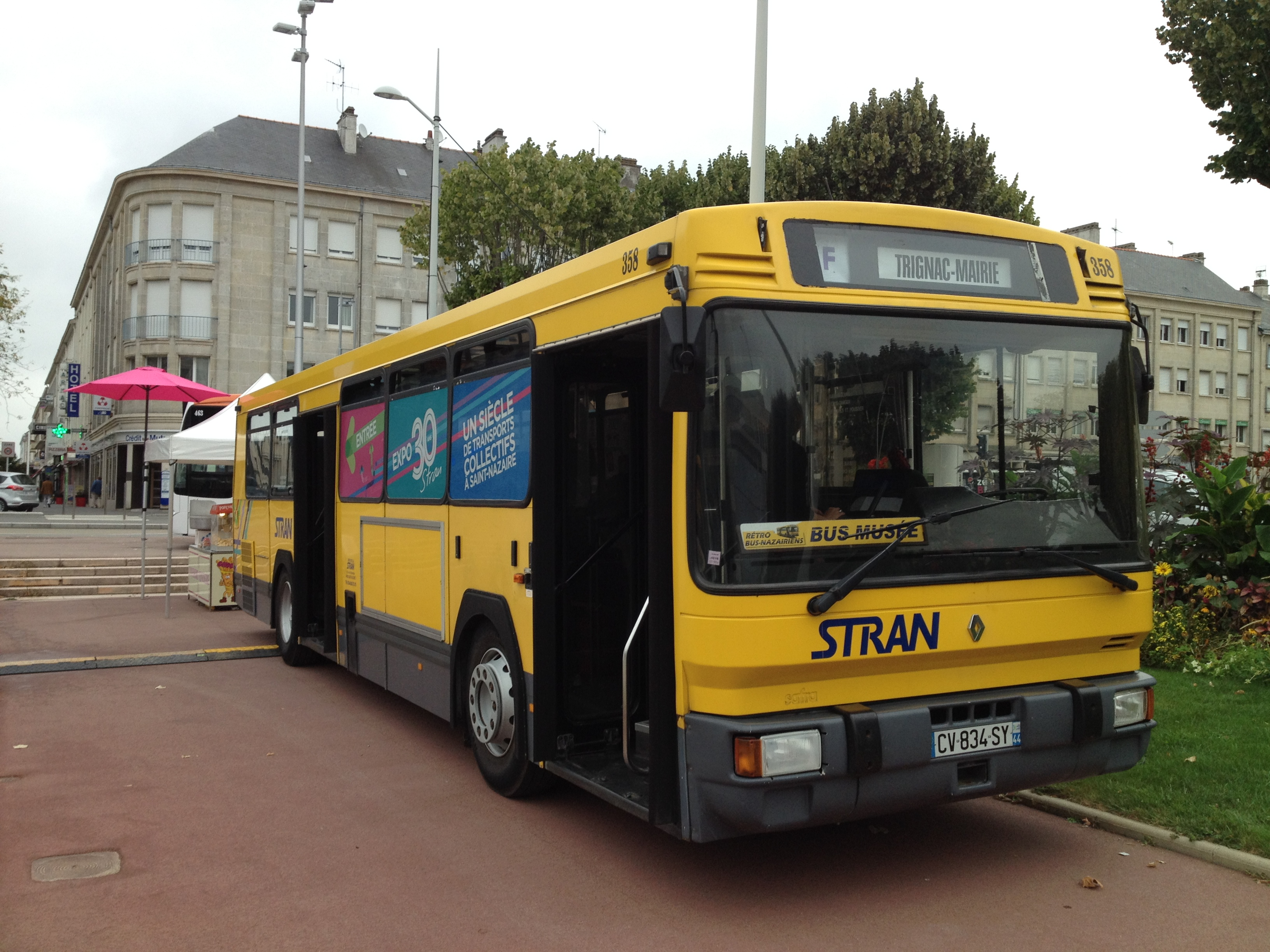
Renault PR 112 no 358 sauvegardé par l'association Rétro-Bus Nazairiens, lors des 30 ans de la STRAN en 2014.

Rétro Bus-Nazairiens est une association loi de 1901, déclarée en préfecture de Loire-Atlantique le 1er août 2012.
L'association s'est fixée pour buts :
- de sauvegarder et de remettre en état des véhicules anciens du réseau et de la région nazairienne ;
- de sauvegarder le patrimoine et la mémoire des transports en commun nazairiens ;
- de faire valoir ce patrimoine et cette mémoire aux publics et passionnés des transports en commun lors de manifestation, journées portes ouvertes ou autres manifestations au sein de la STRAN ;
- de mettre à disposition ses bus pour particuliers et professionnels (séminaire, publicité, mariage, anniversaire, enterrement de vie de célibataire, baptême, etc.).

#### Véhicules sauvegardés
Plusieurs des anciens autobus jaunes de la STRAN ont été récupérés par une association loi de 1901 nommée Rétro Bus-Nazairiens, fondée le 1er août 2012 par un groupe de passionnés dans un esprit de sauvegarde du patrimoine. Elle conserve d'anciens véhicules et objets en lien avec le réseau (girouettes, plaques d'arrêt de bus, documentation commerciale...), et participe à divers événements organisés par la STRAN (journées du patrimoine ou les 30 ans de la société en 2014 et les 40 ans en 2024).
Elle conserve, en 2025, quatre autobus, listés selon leur numéro de parc STRAN :
1. 1 Renault SC10R no 304, préservé depuis avril 2016 ;
2. 1 Renault PR 112 no 358, préservé depuis janvier 2013 ;
3. 1 Renault Agora S no 406, préservé depuis octobre 2018
4. 1 Mercedes-Benz Citaro C1 nº460, préservé depuis juin 2020 (Agencé en espace bureau/atelier).

#### Historique et projets
Dans le but de sauvegarder l'autobus Renault PR 112 no 358 du réseau Stran, cinq passionnés de transports en commun décidèrent de créer l'association Rétro Bus Nazairiens en 2012. Cette date coïncidait avec les cinq ans du forum Bus Nazairiens, devenu « Autobus 44600 » par la suite, auquel ils participaient.
Lors de la réforme du bus en septembre 2012, l'association, nouvellement créée, se positionne auprès de la STRAN pour récupérer le PR 112, qui est officiellement acquis lors de la première assemblée générale de l'association le 19 janvier 2013.
Sur les véhicules sauvegardés, en 2025, l'association projette la restauration de deux de ses autobus, ainsi que la remise en état du Renault SC10 R no 304 pour 2027. Elle projette la préservation d'autres véhicules ayant circulé sur le réseau, en particulier un Irisbus Citelis 12, l'acquisition d'un hangar pour le stockage et la restauration de ses véhicules sauvegardés et a le projet d'ouvrir un musée des transports en commun nazairiens.